# Użyteczność (informatyka)
Użyteczność (ang. usability) – własność produktów decydująca o ich jakości użytkowej. Pojęcie to odnoszone jest najczęściej do interaktywnych urządzeń, aplikacji oraz stron internetowych (jako web usability).

## Definicje
Norma ISO 9241 z 1998 definiuje użyteczność jako miarę wydajności, efektywności i satysfakcji użytkownika, z jaką dany produkt może być używany dla osiągnięcia danych celów przez danych użytkowników w danym kontekście.
Jakob Nielsen zdefiniował usability jako zbiór 5 elementów:
- nauczalność      (ang. learnability) – jak łatwo jest wykonać proste zadania przy pierwszym kontakcie z produktem
- efektywność      (ang. efficiency) – jak szybko korzystają z produktu użytkownicy, którzy już go znają
- zapamiętywalność (ang. memorability) – łatwość przypomnienia sobie korzystania z produktu po dłuższej przerwie
- błędy            (ang. errors) – jak często są popełniane i jak łatwo użytkownicy mogą się z nich wydobyć
- satysfakcja      (ang. satisfaction) – jak bardzo produkt przyjemny jest w korzystaniu.

Samo określenie „użyteczność” bywa używane wymiennie z user experience (UX), jednak w odróżnieniu od UX obejmuje ona tylko tę część kontaktu z produktem, dotyczącą bezpośredniego korzystania z niego.

## Problemy z terminologią polską
Tłumaczenia niektórych pozycji anglojęzycznych używają w znaczeniu usability słowa „funkcjonalność” Termin „użyteczność” wynika z chęci upodobnienia terminów polskich do angielskich, choć jest też tłumaczeniem innego angielskiego słowa utility. „Funkcjonalność” bywa jednak rozumiana jako określenie ilości funkcji, opcji czy możliwości danego programu/strony WWW, a „użyteczność” jako łatwość korzystania z tychże funkcji.
Pojawiały się też propozycje tłumaczenia określenia usability jako używalność, co pozwoliłoby zarówno na zgodność z angielskim nazewnictwem, jak i zachowanie terminu zgodnego z polskim rozumieniem tego słowa.